# Tomorrow Never Knows
Tomorrow Never Knows (englisch für: Keiner weiß, was morgen ist) ist ein Song der Beatles aus dem Jahr 1966, geschrieben und gesungen von John Lennon und unter der üblichen Autorenangabe Lennon/McCartney veröffentlicht. Er erschien auf dem Album Revolver.

## Hintergrund
Als Vorlage für den Text dienten Schriften aus dem Tibetischen Totenbuch, das wiederum von Timothy Leary und Richard Alpert in dessen Handbuch zur  Bewusstseinserweiterung Die Psychedelische Erfahrung als Quelle benutzt wurde. Darin werden der Konsum von LSD zu psychiatrischen Behandlungszwecken erwogen und Anleitungen für einen kontrollierten Rausch beschrieben. John Lennon konsumierte zu dieser Zeit LSD. Lennon sagte 1980 dazu: "Das bin ich in meiner tibetischen Totenzeit."
Der Titel Tomorrow Never Knows, der an keiner Stelle des Lieds als Text gesungen wird, ist ein Malapropismus von Ringo Starr, ähnlich wie A Hard Day’s Night. Starr gab diese Redewendung 1964 in einem Interview von sich, die sinngemäß „Keiner weiß, was morgen ist“ bedeuten soll. Ursprünglich sollte der Titel The Void (englisch für: Die Leere) heißen.
Im Nachhinein lobte Paul McCartney die musikalische Zusammenarbeit mit ihrem Produzenten George Martin: "Das ist eine Sache, für die ich George Martin immer große Anerkennung gezollt habe. Er war ein etwas älterer Mann und wir waren ziemlich far out, aber er zuckte überhaupt nicht zusammen, als John es ihm vorspielte, er sagte nur: 'Hmmm, ich verstehe, ja. Hmm hmm.' Er hätte sagen können: 'Verdammte Hölle, es ist schrecklich!' Ich denke, George war immer fasziniert zu sehen, in welche Richtung wir gegangen waren, wahrscheinlich in seinem Kopf dachte er: Wie kann ich daraus eine Platte machen? Aber zu diesem Zeitpunkt begann er darauf zu vertrauen, dass wir vage wissen mussten, was wir taten, aber das Material war wirklich außerhalb seines Bereichs."

## Musik und Produktion
Dieser Song beendet das Album Revolver, wurde aber als erster Titel unter dem Arbeitstitel Mark I eingespielt. Die Aufnahmen in den Abbey Road Studios (Studio 3) erfolgten am 6. und 7. April 1966. Produzent war George Martin, als Toningenieur wurde der erst 20-jährige Geoff Emerick neu engagiert, der zahlreiche technische Ideen einbrachte. Die Band nahm am 6. April zwischen 8 und 1:30 Uhr insgesamt drei Takes auf. Am 7. April wurden auf Take 3 Effekte durch Tonbandschleifen hinzugefügt.
Produktionstechnisch schlugen die Beatles hier abermals neue Wege ein. Der Song besteht neben Lennons Gesang hauptsächlich aus einem durchgängigen Schlagzeug- und Bassloop und rückwärts laufenden Tonbandschleifen. Mit dieser Technik experimentierten die Musiker auch bei anderen Liedern, um ihren musikalischen Ausdruck zu erweitern. Paul McCartney spielte ein Gitarrensolo ein, das ebenfalls rückwärts abgemischt wurde.
Lennons Stimme wurde durchgängig mit Hilfe des von Ken Townsend erfundenen Flanging-Effekts verfremdet. In der zweiten Hälfte des Stücks wird sie zudem durch einen Leslie-Lautsprecher geführt, denn sie sollte sich distanziert und dünn anhören – laut George Martin sagte Lennon: „Ich möchte so klingen, als wäre ich der Dalai Lama, der vom höchsten Berggipfel aus singt, und trotzdem die Wörter hören, die ich singe.“ Zum Erzielen eines derartigen Effekts veränderten Emerick und seine Mitarbeiter die Schaltungen einer Hammond-Orgel, um den dort eingebauten Leslie-Lautsprecher zu nutzen. Ab da verwendeten die Beatles diese revolutionäre Technik für die verschiedensten Instrumente.
Harmonisch verharrt der Track die meiste Zeit in einem C-Dur-Akkord (über dem Orgelpunkt des Bassloops), der nur gegen Ende der Strophen zur Doppelsubdominante B-Dur hin wechselt. Die Gesangsmelodie steht in der mixolydischen Tonart.
Dieser Titel durchlief viele Entwicklungsphasen, bevor die endgültige Version aufgenommen wurde. Er ist als reines Studioprodukt zu betrachten und hätte mit der damaligen Technik nicht live aufgeführt werden können. Diese Arbeitsweise wurde bald typisch für die Beatles; da sie nicht mehr auf Tournee gingen, mussten ihre Lieder auch nicht mehr auf die Bühnentechnik beschränkt werden.
Besetzung
- John Lennon: Orgel, Tape-Loops, Gesang
- Paul McCartney: Bass, Klavier, Tape-Loops
- George Harrison: Leadgitarre, Tambura, Tape-Loops
- Ringo Starr: Schlagzeug, Tamburin, Tape-Loops

Die Monoabmischung erfolgte am 6. Juni und die Stereoabmischung am 22. Juni 1966.
Bei der Monoversion von Tomorrow Never Knows variieren die Effekte im Vergleich zur Stereoversion.
Die erste Pressung der britischen Monoversion enthält eine andere Abmischung (Remix 11), während die nachfolgenden Pressungen den Remix 8 enthalten.

## Veröffentlichungen
- Am 28. Juli 1966 erschien in Deutschland das elfte Beatles-Album Revolver, auf dem Tomorrow Never Knows enthalten ist. In Großbritannien wurde das Album erst am 5. August 1966 veröffentlicht, dort war es das siebte Beatles-Album.
- In den USA wurde Tomorrow Never Knows auf dem dortigen 13. Album Revolver (US-Version) am 5. August 1966 veröffentlicht.
- Take 1 von Tomorrow Never Knows vom 6. April 1966 wurde auf dem Kompilationsalbum Anthology 2 am 13. März 1996 veröffentlicht.
- Eine längere Version dieses Takes befindet sich auf der am 28. Oktober 2022 veröffentlichten Jubiläumsausgabe des Albums Revolver. Auf dieser von Giles Martin und Sam Okell neuabgemischten Ausgabe des Albums wurde auch der Mono Mix RM 11 des Songs vom 6. Juni 1966 veröffentlicht.
- Am 10. November 2023 wurde das Kompilationsalbum 1962–1966 erneut wiederveröffentlicht. Auf diesem befindet sich erstmals Tomorrow Never Knows, hier in der von Giles Martin und Sam Okell 2022 neu abgemischten Version.

## Coverversionen
Wie zahlreiche andere Songs der Beatles wurde auch dieser von anderen Künstlern gecovert (Auswahl):
- Phil Collins nahm seine Version des Stückes für sein erstes Soloalbum Face Value (1981) auf.
- Von den Grateful Dead wurde der Song am 16. Dezember 1992 in der Oakland Coliseum Arena in Kalifornien live gespielt.
- Die Gruppe Trouble veröffentlichte 1995 eine Version des Liedes auf ihrem Album Plastic Green Head.
- Die Songs Setting Sun auf dem Album Dig Your Own Hole (1997) und Let Forever Be auf dem Album Surrender (1997) der Chemical Brothers (Gesang Noel Gallagher) nehmen starke Anleihen an Tomorrow Never Knows und sind wohl als Hommage an die Beatles zu verstehen.
- 2003 haben Living Colour den Song auf ihrem Re-Union-Album Collideoscope gecovert.
- Die deutsche Band Blackmail veröffentlichte eine Coverversion des Songs auf ihrem selbstbetitelten Debütalbum.
- Auf dem 2010 erschienenen Album The Imagine Project ist eine Version von Herbie Hancock mit Dave Matthews.
- Eine weitere Interpretation stammt von der Gruppe 801, in der u. a. Phil Manzanera und Brian Eno mitwirkten. Beide Musiker erlangten zuvor als Gründungsmitglieder von Roxy Music einen hohen Bekanntheitsgrad in der Rockmusik.
- Billy Idol versuchte sich auch an Tomorrow Never Knows; zu hören auf dem Tributealbum Butchering the Beatles (2006).
- Motion City Soundtrack lieferte eine Version auf dem Album Nine Days Wonder.
- Alison Mosshart und Carla Azar interpretieren das Lied auf dem Soundtrack zum Film Sucker Punch.
- The Chameleons veröffentlichten 1986 eine Version des Stückes auf der CD Limited Edition Free Bonus zu ihrem dritten Studioalbum Strange Times beim Label Geffen Records.
- Interpretationen des Stückes von der Band The Mission finden sich auf mehreren Platten- bzw. CD-Veröffentlichungen: V (1987, Mercury, EP), The First Chapter (1987, Mercury, Kompilation), Best Of The BBC Recordings (2008, Mercury, Kompilation) und Live At The BBC (2008, Mercury, Kompilation).
- Die Düsseldorfer Psychedelic-Rock-Band Vibravoid veröffentlichte 2019 auf ihrem Live-Album Intergalactic Acid Freak out Orgasms eine Version des Stückes.

## Sonstiges
Mit Tomorrow Never Came nahm Lana Del Rey zusammen mit Sean Lennon eine Hommage an Tomorrow Never Knows für ihr Album Lust for Life auf. T. C. Boyle stellte seinem Roman Das Licht (2019) ein Zitat aus Tomorrow Never Knows als Motto voran.